# Гордиенко, Наталья Константиновна
Наталья Константиновна Гордиенко (рум. Natalia Gordienco; род. 11 декабря 1987, Кишинёв, Молдавская ССР, СССР) — молдавская певица. Заслуженная артистка Молдовы (рум. Artist Emerit, 2008).
Участница конкурсов «Евровидение-2006», «Новая волна 2007», «Славянский базар» (2008), «Евровидение-2021». Должна была представлять Молдову на отмененном из-за пандемии коронавируса конкурсе песни «Евровидение-2020». Представила Молдову на конкурсе «Евровидение-2021» с песней «Sugar». Её выступление оставило след в истории Евровидения благодаря 17-секундой  ноте.

## Биография
В пять лет Гордиенко уже давала свои первые концерты для близких, а будучи школьницей выступала на различных мероприятиях. С 10 лет она выступает на детской передаче «Золотой ключик» на одном из популярных каналов страны.
Параллельно с учёбой в школе, занятием танцами и пением в хоре она училась 7 лет в музыкальной школе по классу фортепиано.
После окончания лицея Гордиенко поступила в Академию музыки, театра и изобразительных искусств на отделение эстрадно-джазового вокала.
До поступления в ВУЗ она уже участвовала во многих международных конкурсах:
- Дипломантка международного фестиваля, конкурса лауреатов-юниоров «Юрмала 2003»
- I место на международном конкурсе эстрадной песни «Севастополь — Ялта 2004»
- Серебряная медаль в номинации «эстрадное пение» на международных Дельфийских играх 2004
- I место на международном конкурсе эстрадной песни «Два сердца-близнеца 2004» в память Дойны и Иона Алдя-Теодорович
- I место на международном конкурсе эстрадной песни «Песни мира 2005»
- Гран-при международного конкурса эстрадной песни «Наш край родной»
- Участница финала международного конкурса «Евровидение 2006»
- I место на международном конкурсе эстрадной песни «Славянский базар 2006»
- I место на международном конкурсе эстрадной песни «Новая Волна 2007» в Юрмале
- Золотая медаль в номинации «вокал» на международном конкурсе World Championship of performing arts, Америка, Лос-Анджелес, Голливуд
- В 2008 году за достигнутые успехи в творчестве указом Президента Республики Молдова ей присваивают звание «Заслуженной артистки Молдовы». Гордиенко стала самой молодой певицей из тех, кто когда-либо его получал.
- Участница финала международного конкурса «Евровидение 2021»

## Дискография
- My secret world
- Time (Время)
- Spune-mi baby (Скажи-ка, малыш)
- Sunny fantasy
- Сind plingeam (Когда плакала)
- So alive
- Обнимая мир
- Я не поверю
- Te distrug
- Etno
- lei-la-lei
- Moldova (Молдова)
- Saraca inima mea (Бедное моё сердце)
- Sanny (Сани)
- Summertime

Дуэты
- Наталья Гордиенко и Arsenium (Арсение Тодираш) — Loca
- Natalia Gordienco feat. Adrian Ursu — Love rain

## Клипы
- 2017 — Наталья Гордиенко «Пьяная», реж. Екатерина Санникова
- 2017 — Наталья Гордиенко «cheia», реж. Екатерина Санникова
- 2019 — Наталья Гордиенко «Аривидерчи», реж. Ирина Миронова[3]
- 2021 — Наталья Гордиенко «Sugar»/«Туз Буби», реж. Катя Царик

## Этапы карьеры
- 2006 — Гордиенко вместе с Arsenium представила Молдову на конкурсе песни «Евровидение-2006». Набрав 22 балла, песня «Loca» заняла 20 место из 24.
- 2007 — Гордиенко участвовала в конкурсе молодых исполнителей «Новая волна 2007». Набрав 312 очков, Гордиенко выиграла конкурс.
- 2008 — участие в «Славянском базаре».
- 2008 — присвоено звание Заслуженной артистки Молдавии за успехи в творческой деятельности, вклад в пропаганду духовно-нравственных ценностей и высокое исполнительское мастерство[1][2].
- 2009 — Гордиенко выходит в финал молдавского отбора на «Евровидение-2009» с песней «So Alive», но накануне конкурса снимает заявку из-за проблем в семье.
- 2010 — певица выпустила первый сольный альбом Time.
- 2011 — Выпуск второго сольного альбома Cununa de Flori, где были собраны молдавские национальные песни в новых аранжировках.
- 2012 — Записала песню «Бешеный», на которую был выпущен первый сольный клип. В этом же году Гордиенко меняет сценический псевдоним на Natalie Toma и выпускает дуэт с румынским рэпером CRBL. Клип на песню «O noua zi» всего за неделю набрал более миллиона просмотров на сайте YouTube и вызвал большой общественный и медийный интерес[источник не указан 1963 дня]. В этом же году артистка была приглашена в качестве постоянного члена жюри на международном проекте Fabrica da Staruri («Фабрика звёзд»), который транслировался на главных телевизионных каналах Румынии и Молдовы.
- 29 декабря 2012 — Гордиенко отмечает десятилетие эстрадной деятельности, организовав концерт, в котором приняли участие три музыкальных оркестра Молдовы: Alex Calancea Band, Lautarii под руководством Николая Ботгрос и Национальный симфонический оркестр. Всего на сцене одновременно работали около ста музыкантов, не считая шоу-балета.
- 2014 — путём работы с известным украинским композитором Андреем Тимощиком была выпущена песня «Красавчик» на стихи Игоря Татаренко. Клип к песне снимал украинский режиссёр Александр Филатович. Песня также с успехом зашла на украинский и российский рынок[источник не указан 1963 дня].
- 2015 — Гордиенко сотрудничает с румынским лейблом FLY RECORDS и выступает на телеканалах Бухареста, даёт концерты по крупным городам Румынии. Выпускает клип на песню «Summertime», который скорее походит на короткометражный романтический фильм[источник не указан 1963 дня].
- 2016 — Становится генеральным директором «Русского Радио» в Молдове. Продолжает активно гастролировать и сотрудничать как с румынскими лейблами, так и с российскими. Выпускает клип на песню «Habibi», записанную с певцом Mohombi. К концу года тесно сотрудничает с российским певцом Ираклием Пирцхалава, в дуэте с которым рождается композиция «Близко».
- 2017 — Вышла песня «Пьяная», слова и музыку к которой написала композитор и певица Рита Дакота. На песню был выпущен видеоклип, в котором снялся российский актёр Алексей Чадов.
- 2017 — награждена Медалью «МПА СНГ. 25 лет» за заслуги в деле развития и укрепления парламентаризма, за вклад в развитие и совершенствование правовых основ функционирования Содружества Независимых Государств, укрепление международных связей и межпарламентского сотрудничества[4]
- 2018 — награждена медалью «За гражданские заслуги» за успехи в творческой деятельности, вклад в продвижение культурных ценностей и высокое исполнительское мастерство[5]
- 2021 — Гордиенко представила Молдову на конкурсе песни «Евровидение-2021». Набрав 115 баллов, песня «Sugar» заняла 13 место из 26.